# 颖亲王
颖亲王（?—?），清朝宗室亲王。崇德元年（1636年），清太宗皇太极追封二哥和硕礼亲王代善第三子萨哈璘为和硕颖亲王，谥毅。其长子阿達禮袭爵为颖郡王。崇德八年（1643年），清太宗皇太极驾崩，阿达礼等谋立睿亲王多尔衮，被谴谪而处死。顺治五年（1648年），阿达礼二弟勒克德浑被封为顺承郡王。

## 颖亲王
| 崇德元年（1636年）封。 |        |            |               |          |
| 稱號                   | 姓名   | 關係       | 在位年數      | 註記     |
| 颖毅亲王               | 萨哈璘 | 代善第三子 | 追封          | 諡號毅。 |
| 已革颖郡王             | 阿达礼 | 萨哈璘长子 | 1636年-1643年 | 革爵     |